# Cueva de las Lechuzas (Perú)
La Cueva de las Lechuzas se encuentra ubicada a 673 m s. n. m. en el distrito de Mariano Damaso Beraun, provincia de Leoncio Prado, Huánuco, Perú.
La cueva es habitada por guácharos y murciélagos. La entrada mide 20 metros de altura y 25 metros de ancho. Está ubicada en la cadena montañosa de la Bella Durmiente del Parque nacional Tingo María, a 6 km de la ciudad de Tingo María.

## Galería

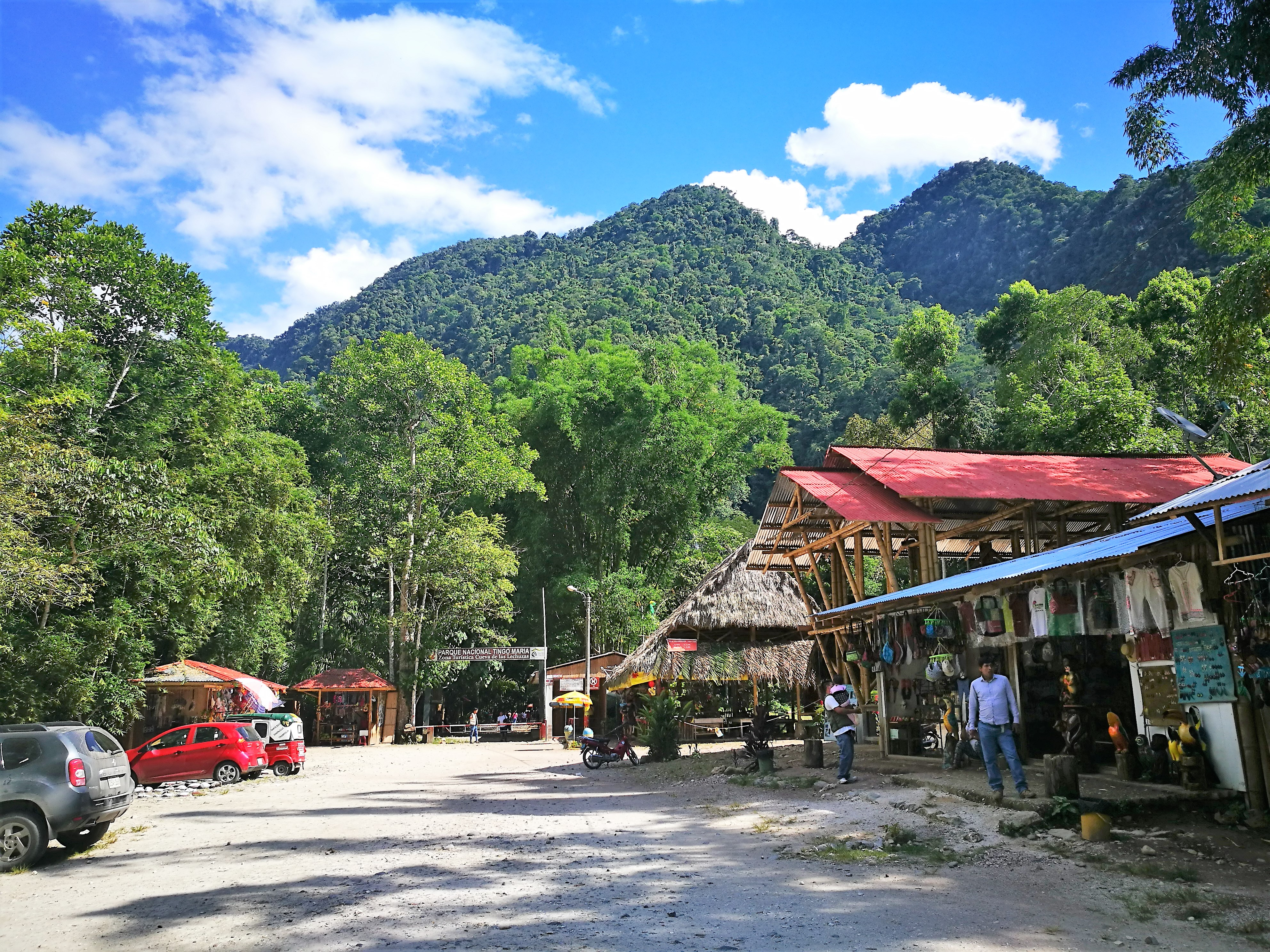
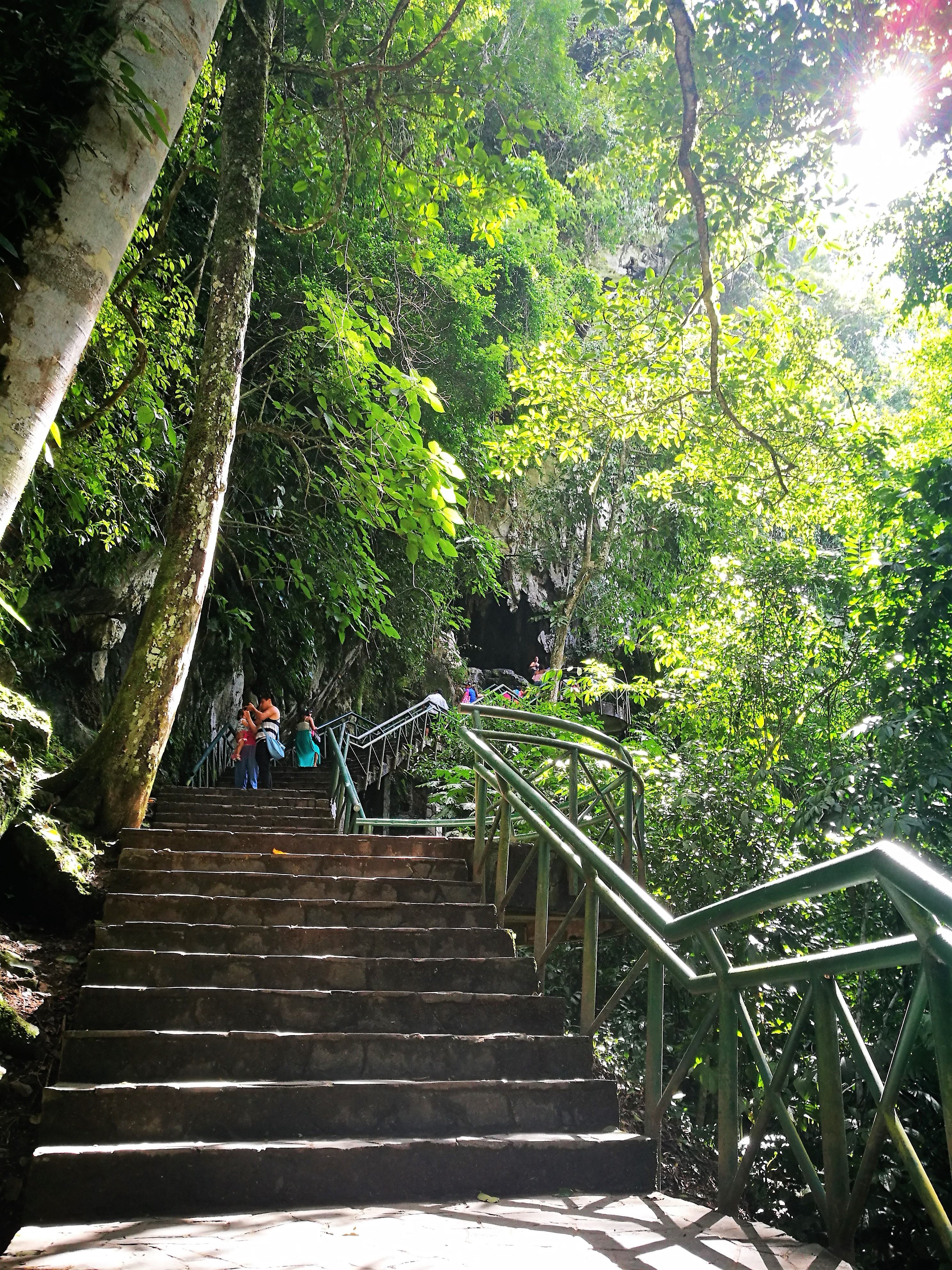
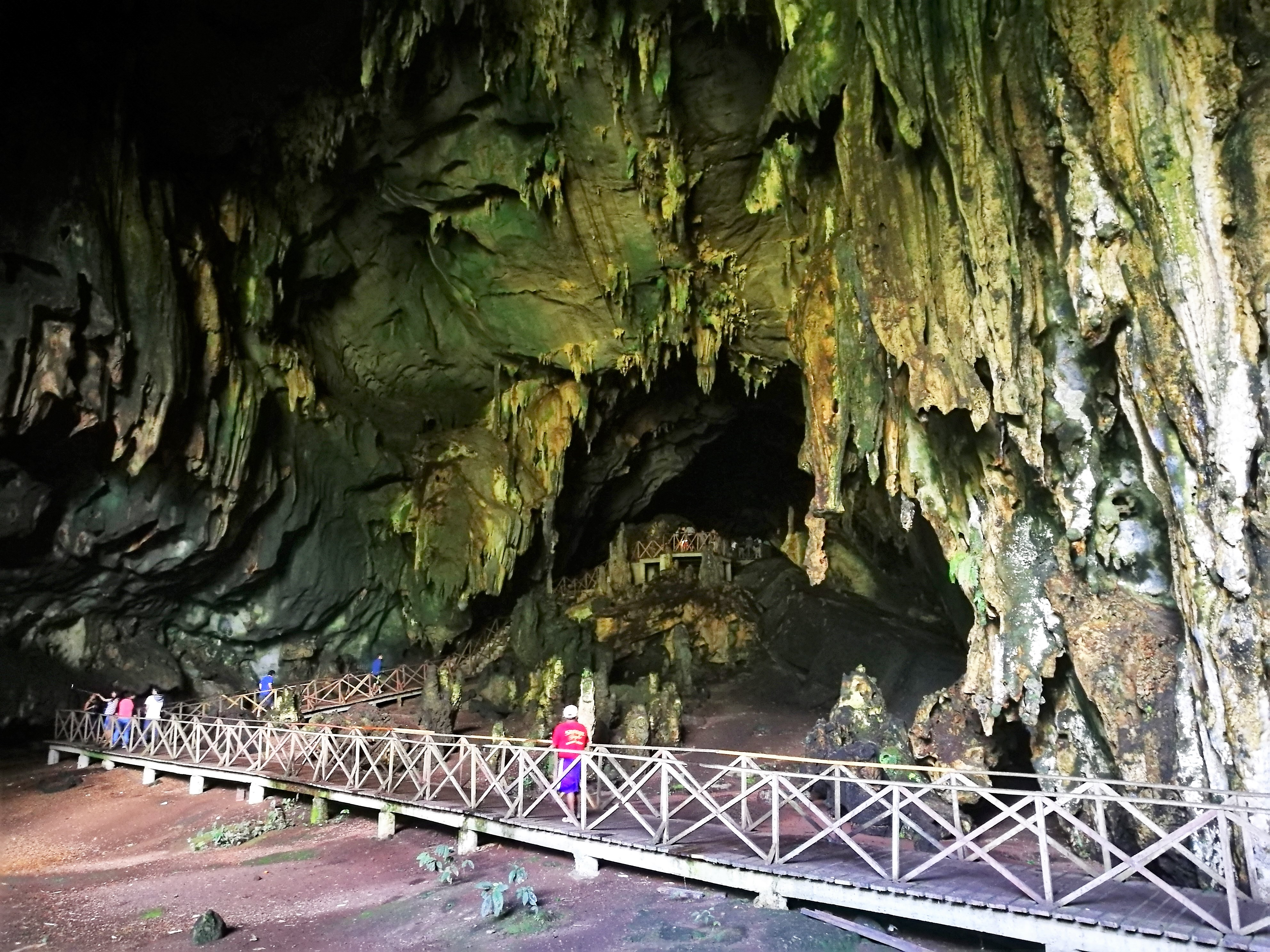
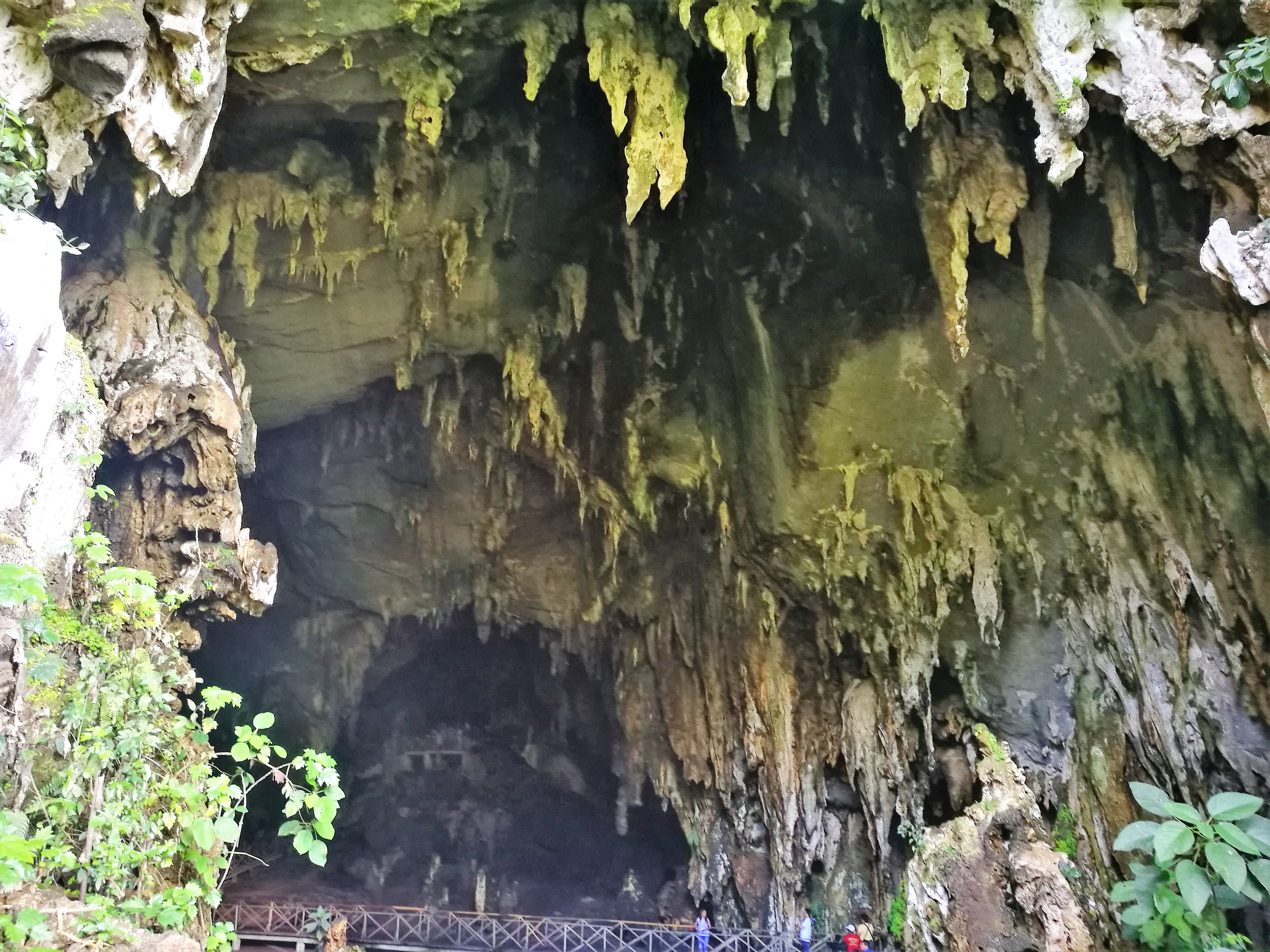